# Шинџи Танака
Шинџи Танака (јап. 田中 真二; 25. септембар 1960) бивши је јапански фудбалер.

## Каријера
Током каријере је играо за Нисан, Урава Ред Дајмондс и Кјото Санга.

## Репрезентација
За репрезентацију Јапана дебитовао је 1980. године. За тај тим је одиграо 17 утакмица.

## Статистика
| Јапан  | Јапан   | Јапан  |
| Година | Наступи | Голови |
| ------ | ------- | ------ |
| 1980.  | 4       | 0      |
| 1981.  | 8       | 0      |
| 1982.  | 0       | 0      |
| 1983.  | 0       | 0      |
| 1984.  | 2       | 0      |
| 1985.  | 3       | 0      |
| Укупно | 17      | 0      |